# Julio Numhauser
Julio Numhauser Navarro, född 4 januari 1939 i Chile är en chilensk musiker, sångare och kompositör som var en av de tidigaste utövarna av Nueva Canción-stilen. Han var en av grundarna och medlemmarna i musikgrupperna Quilapayún, Amerindios och Somos. Hans mest kända sång är Todo Cambia (Allting förändras) från 1982, som spelats in av hundratals artister, inklusive Mercedes Sosa. Numhauser tvingades gå i exil efter militärkuppen i Chile och är sedan 1975 bosatt i Sverige.

## Biografi
Julio Numhauser studerade antropologi vid Universidad de Chile. År 1965 bildade han tillsammans med bröderna Eduardo Carrasco och Julio Carrasco folkmusikgruppen Quilapayún, som hade ett nära samarbete med Victor Jara. Han lämnade gruppen 1967 och tillsammans med Mario Salazar grundade han musikduon Amerindios. Efter militärkuppen i Chile 1973 gick Numhauser under jorden och när militären kom till hans hus fann de bara hans hustru och dotter. Han flydde därefter först till Italien och sedan vidare till Sverige 1975, där han nu bor i Åkarp, Skåne. Samarbetet i Amerindios fortsatte i Sverige men senare bildade han istället musikgruppen Somos.
Numhauser har haft ett långvarigt samarbete med Mikael Wiehe. I oktober 1975 turnerade hans duo Amerindios Sverige som förband till Mikael Wiehes Hoola Bandoola Band. År 1991 var rollerna ombytta, då Mikael Wiehe spelade som förband till Julio Nemhauser under en konsertturné i Chile. De har också spelat in en skiva tillsammans, med namnet Mikael Wiehe & Julio Numhauser, där de båda har komponerat låtar. Under senare år har Numhauser uppträtt och spelat in ett album med sonen Maciel Numhauser.
Numhauser blev 2000 utnämnd till kulturattaché på Chiles ambassad i Stockholm. Han är gift med juridikprofessorn Ann Numhauser-Henning och far till musikern Maciel Numhauser.

## Todo Cambia
I Sverige komponerade Numhauser sången Todo Cambia (Allting förändras), som 1982 gavs ut på albumet med samma namn. Två år senare spelade Mercedes Sosa in sången, varefter den blev berömd i hela Latinamerika. Den har därefter spelats in av hundratals artister på många olika språk, inklusive 
Nahuel Pennisi, 
Gina Chavez, 
Guadalupe Pineda, 
Rosario, 
Grupo Suramerica,
Francesca Gagnon, 
Shamanes (rapp version), 
Dennis Smith, 
Moyenei Valdes,
Los Miserables (rockversion), 
Nicho Hinojosa, 
Agnès Jaoui, 
Norma Helena Gadea, 
Ana Belén,
Victor Manuel,
Teresa De Sio (italienska) och 
Pietra Montecorvino. 
Sången är skriven ur en invandrares perspektiv och texten handlar om hur allting, inklusive man själv, förändras, med undantag av kärleken till ens hemland. Todo Cambia användes i den italienska filmen Vi har en påve!. Sången har också använts politiskt för att argumentera för förändring, bland annat i Chile, Argentina, Uruguay, Paraguay och Spanien. Om sången har Numhauser själv sagt att Det finaste man kan få som kompositör är när en sång blir så känd att folk tar den som en folksång, av en anonym skapare. Då blir den allmän egendom, det blir folkets sång. Inte min!

## Album
| År   | Titel                          | Artister                       |
| ---- | ------------------------------ | ------------------------------ |
| 1967 | Quilapayún                     | Quilapayún                     |
| 1970 | Amerindios                     | Amerindios                     |
| 1973 | Tu grito es mi canto           | Amerindios                     |
| 1978 | Alejado de ti... pero contigo  | Amerindios                     |
| 1982 | Todo Cambia                    | Somos                          |
| 1984 | PAX                            | Somos                          |
| 1989 | A Chile con todo el amor       | Julio Numhauser                |
| 1991 | Mikael Wiehe & Julio Numhauser | Mikael Wiehe & Julio Numhauser |
| 1997 | Nuevos caminos                 | Maciel & Julio Numhauser       |
| 2001 | Antología                      | Amerindios                     |

## Kända sånger
- "Mi río" (1973, inspelad av Charo Cofré)
- "El Barco del Papel" (1978)
- "Sin Nombre" (1978)
- "Todo Cambia" (1982)
- "Rosa de los vientos" (1988, Rosa, Rosa på svenska, med text av Mikael Wiehe)

## Priser och utmärkelser
- 1973 – Viña del Mars internationella musikfestival, bästa folksång[1]
- 1990 – Burlövs kulturpris[5]